# 大番 (小説)
『大番』（おおばん）は、獅子文六の大衆小説。昭和前期の兜町を舞台に、相場師「ギューちゃん」の波乱万丈の一生を描く。
原作は1956年から1958年まで『週刊朝日』に連載された。人気作となって加東大介主演で映画化され、さらにフジテレビで連続ドラマ化されて、主人公を演じた渥美清の作品となった。

## ストーリー
大正末期、愛媛県宇和島近郊の農村に生まれた田舎青年・赤羽丑之助は、村の男女の出会いの場である村祭りの夜に、なんとか彼女を作ろうと知恵を絞る。ハンサムではない彼が考えたのは、ラブレターをガリ版印刷で大量生産し、村の女の子に見境なく渡す、数撃ちの物量作戦に出ることであった。祭りの当日、彼は印刷ラブレターの一枚を、血迷って地元資産家の令嬢の可奈子に渡してしまう。これはたちまち村の大スキャンダルになり、追い込まれた丑之助は村から夜逃げする羽目になった。
遠く東京にやってきた彼は日本橋兜町の株仲買店の小僧に就職、相場の世界に足を踏み入れた。戦前から戦後にかけての東京証券界を舞台に、相場師「ギューちゃん」となった彼の破天荒な一代記を描いた、痛快小説。

## 映画
- 『大番』（1957年、東宝） 
〔スタッフ〕監督：千葉泰樹、脚本：笠原良三、音楽：佐藤勝、製作：藤本真澄
〔出演者〕赤羽丑之助：加東大介、おまきさん：淡島千景、新どん：仲代達矢、木谷さん：河津清三郎、チャップリンさん：東野英治郎、森可奈子：原節子、森家の番頭：多々良純、勝やん：三木のり平、有島伯爵：平田昭彦、巡査：小林桂樹、そば屋の主人：田中春男、弁五郎：佐田豊
- 『続大番 風雲篇』（1957年、東宝）
〔スタッフ〕監督：千葉泰樹、脚本：笠原良三、音楽：佐藤勝、製作：藤本真澄
〔出演者〕赤羽丑之助：加東大介、父丑吉：谷晃、母タネ：沢村貞子、義弟長十郎：太刀川洋一、妹タツエ：上野明美、おまきさん：淡島千景、有島可奈子：原節子、有島伯爵：平田昭彦、勝やん：三木のり平、木谷さん：河津清三郎
- 『続々大番 怒涛篇』（1957年、東宝）
〔スタッフ〕監督：千葉泰樹、脚本：笠原良三、音楽：佐藤勝、製作：藤本真澄
〔出演者〕赤羽丑之助：加東大介、おまきさん：淡島千景、新どん：仲代達矢、木谷さん：河津清三郎、有島可奈子：原節子、有島伯爵：平田昭彦、可奈子の父：柳永二郎、校長：村上冬樹、新任の署長：十朱久雄、大将：山茶花究
- 『大番 完結篇』（1958年、東宝）
〔スタッフ〕監督：千葉泰樹、脚本：笠原良三、音楽：佐藤勝、製作：藤本真澄
〔出演者〕赤羽丑之助：加東大介、おまきさん：淡島千景、新どん：仲代達矢、長谷部マリ子：団令子、武林：有島一郎、川田廉太郎：山村聡、MP：ロイ・ジェームス、有島可奈子：原節子

## テレビドラマ
1962年10月3日から1963年4月24日までフジテレビ系列で放送。全26回。放送時間は毎週水曜22:15 - 22:45（JST）。

### 出演者
- 赤羽丑之助：渥美清
- 西村晃
- 八千草薫
- 森光子
- 水谷良重（現：二代目水谷八重子）
- 飯田蝶子
- ほか

### スタッフ
- 原作：獅子文六
- 主な脚本：清川清造
- 主な演出：福中八郎
- 制作：フジテレビ

| フジテレビ系 水曜22:15 - 22:45枠 | フジテレビ系 水曜22:15 - 22:45枠 | フジテレビ系 水曜22:15 - 22:45枠 |
| 前番組                           | 番組名                           | 次番組                           |
| -------------------------------- | -------------------------------- | -------------------------------- |
| 反逆児                           | 大番 （テレビドラマ版）          | 白昼の死角                       |

## モデル
主人公「ギューちゃん」の人物像は「ブーちゃん」のあだ名があった実在の人物・合同証券社長の佐藤和三郎をモデルに造形された。本作は昭和の兜町界隈の風俗をよく伝えるとともに、主人公のライバルで売りの名人といわれた角政(山種証券創設者の山崎種二)、大手証券の総帥でありながら、仕手戦の敗北で自殺した木谷(山一證券社長・太田収)、かつての山一・野村・日興・大和がモデルの大手四大証券など、戦前戦後の証券界に仮借した人物や企業が登場する。

## 方言
主人公の若者時代や取引で失敗し郷里に引き上げる場面では、宇和島地方の人情、文化、方言などを詳しく知ることができる。作者が終戦直後、妻の実家である宇和島市津島町（旧北宇和郡岩松町）に疎開していた時の見聞が、本作や「てんやわんや」などの題材になったと思われる。

### 現在はあまり使われないもの
- 【〜ですらい】:「ます、です」の丁寧語。目上の人や改まった席などで使用される。
- 【やんなせ】:「ください」「～～してください」
- 【あのな～し】:「もしもし」「ちょっといいですか？」などの丁寧語
- 【お～～た】:感嘆詞、びっくりした様
- 【てんご】:理不尽な、法外な
- 【だんだん】:ありがとう
- 【とっぽ作】:間抜け者
- 【てんぽ作】:向う見ずな者

### 現在も使われているもの
- 【がいや！】【がいな！】:「ものすごい」「おおげさな」
  - 映画で主人公がタンカをきる時は「お～た、がいやの、そうてて、な～しじゃ！」と言う。この方言をちなんだ「ガイヤ・オン・ザ・ロード」（宇崎竜童作）という踊りが、うわじま牛鬼まつりの初日に「ガイヤカーニバル」として開催されている。
- 【おーとろっしゃ！】:「おぅ！なんてこったい！」
- 【どがいするぞ！】:「いったい、どうするって言うんだ！」
- 【かんまんです】:「結構です」「かまいません」
- 【そうてて】:「だって」「しかしながら」
- 【おことわり】:謝罪すること
- 【こらえてやんさい。（やんなせ）】:謝罪の言葉。許してください。我慢してください。

## その他話題
- 映画の地元シーンには、みかんを植林する前の芋畑「だんだん畑」、護岸のための石垣、松くい虫被害のため後に伐採された頂上の松林が現存している九島、米がほとんど取れないため代用食として1960年ごろまで主に村落での主食になっていた芋をスライスして干したものを原料とした「かんころめし」（オツメ、オカチン）、芋とは食感、栄養と共にベストチョイスとされる「かいぼし」と呼称されるいわしの干物、「ホケ」と呼称される芋を原料とした密造焼酎、「若衆宿」と呼ばれた青年教育制度など、往時をしのぶ映像が多数存在する。古い町並みが多数残っていた吉田町（現、宇和島市吉田町）でも多く撮影され、鳥羽酒造が森家として使用された。
- この映画を記念して作られた菓子「大番」は今も「唐饅」（映画中登場）「蜜饅」と並び、宇和島市の銘菓として知られ、獅子文学が発端で開発された菓子としては「てんやわんや」の「善助餅」とともに知られている。映画で主人公が東京駅に立った時の姿が包装紙のデザインに使われている。
- 今川焼きの呼称の1つとして全国的に知られる「大判焼き」は、愛媛の製菓・製パン機械メーカーである松山丸三が、一回り大きい今川焼きの焼き器を販売する際、当時連載されていた『大番』にあやかって考案したものである[5]。